# ناو کلاس لیندر (۱۹۱۳)
کروزر کلاس لیندر (۱۹۱۳) (به انگلیسی: Leander-class cruiser (1931)) یک کلاس از کشتی است که طول آن ۵۵۴٫۹ فوت (۱۶۹٫۱ متر) می‌باشد.